# Souterliedekens
De Souterliedekens (souter is een verbastering van psalter) is de titel van een uit 1540 daterende, in Antwerpen uitgegeven volledige verzameling Nederlandse psalmvertalingen die door de eeuw heen populair bleven; verschillende latere drukken getuigen daarvan. 

## De uitgave van 1540

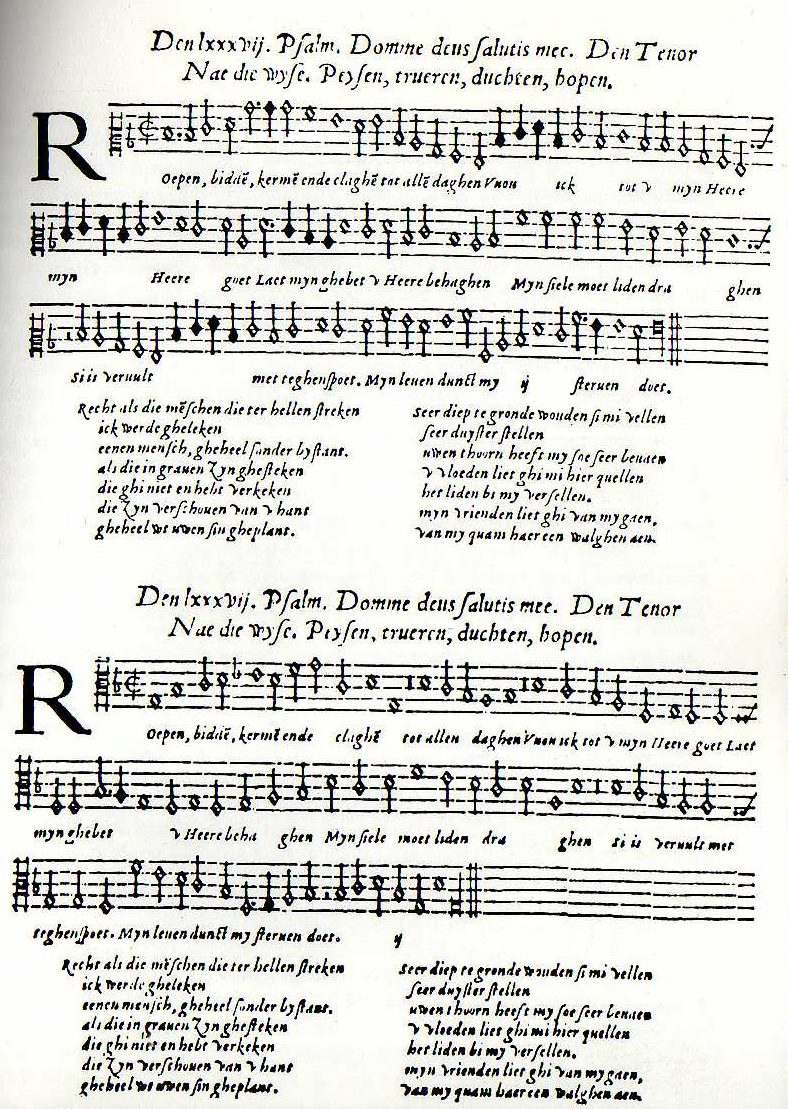
Twee partijen van de driestemmige zetting van het Souterliedeken "Roepen, bidden, kermen ende claghen" (Psalm 87 van de Vulgaat), door Jacobus Clemens non Papa, uitgegeven in 1556, in de reeks uitgaven van de Souterliedekens, bij Tielman Susato in Antwerpen.

De psalmen zouden metrisch op rijm zijn gesteld door de Utrechtse edelman Willem van Zuylen van Nijevelt (overleden in 1543). De eenstemmig genoteerde melodieën zijn evenwel ontleend aan populaire liederen - waarvan sommige van Duitse of Franse oorsprong - die toen in de Nederlanden in omloop waren. 
De uitgave is bijzonder waardevol doordat uitgever Symon Cock niet enkel wijsverwijzingen opnam naar de melodieën van wereldlijke liederen, waarop de psalmen konden worden gezongen (‘op die wijze‘), zoals dat in de meeste wereldlijke liedboekjes toentertijd het geval schijnt te zijn geweest (bv. het zogenaamde Antwerps liedboek uit 1544), maar doordat hij de psalmen bovendien van een melodische notatie voorzag. De meeste wereldlijke liederen uit die tijd kunnen enkel worden gereconstrueerd aan de hand van de enkele geestelijke liedboekjes waarin de melodie wel genoteerd staat. In dit verband nemen de Souterliedekens tussen de andere geestelijke liedboekjes met melodische notatie een bijzonder belangrijke plaats in.

## Meerstemmige zettingen
Van componisten zoals Jacobus Clemens non Papa of Gherardus Mes verschenen, respectievelijk in 1556-‘57 (de driestemmige Musyck Boexkens IV tot VII) en 1561 (de niet in een volledig exemplaar overgeleverde vierstemmige Musyck Boexkens VIII tot XI), in het kader van een serie uitgaven met meerstemmige muziek op Nederlandse teksten, bij de Antwerpse muziekuitgever Tielman Susato polyfone zettingen van de volledige set psalmen uit 1540. Overwegend zijn dat meerstemmige zettingen van de oorspronkelijke wereldlijke melodieën uit de Souterliedekens. De oorspronkelijke melodie doet daarbij meestal dienst als cantus firmus en ligt in de tenor. Een eveneens vierstemmige zetting van 50 van de Souterliedekens door Cornelis Boscoop zou al in 1562 zijn verschenen en is in ieder geval in een uit 1568 daterende Düsseldorfse uitgave bewaard gebleven. 

## Facsimile-editie
Souterliedekens 1540. Facsimile-edition, with introduction and notes by Jan van Biezen and Marie Veldhuyzen (Frits Knuf Publishers 1984)